# Цэнхэрмандал
Цэнхэрмандал (монг. Цэнхэрмандал) — сомон аймака Хэнтий в восточной части Монголии. Численность населения по данным 2010 года составила 2 004 человек.
Центр сомона — посёлок Модот, расположенный в 150 километрах от административного центра аймака — города Ундерхаан и в 200 километрах от столицы страны — Улан-Батора.

## География
Сомон расположен в восточной части Монголии. Граничит с соседними сомонами Дэлгэрхаан, Жаргалтхаан и Умнедэлгэр, а также с соседним аймаком Туве и городом Багануур, одним из девяти муниципальных районов в специальном столичном регионе города Улан-Батор.

## Климат
Климат резко континентальный.

## Инфраструктура
В сомоне есть школа, больница, дом культуры.

## Известные уроженцы
- Намжилын Хаянхирваа — начальник Службы внутренней охраны Монголии (1926—1928), лингвист.